# Božena Srncová
Božena Srncová (Praga, 11 giugno 1925 – Semily, 30 novembre 1997) è stata una ginnasta cecoslovacca, dal 1992 ceca.

## Palmarès

### Olimpiadi
- 2 medaglie:
  - 1 oro (Londra 1948 a squadre)
  - 1 bronzo (Helsinki 1952 a squadre)